# Bythocythere laevigata
Bythocythere laevigata is een mosselkreeftjessoort uit de familie van de Bythocytheridae. De wetenschappelijke naam van de soort is voor het eerst geldig gepubliceerd in 1901 door Egger.